# Karl Eichinger (Politiker)

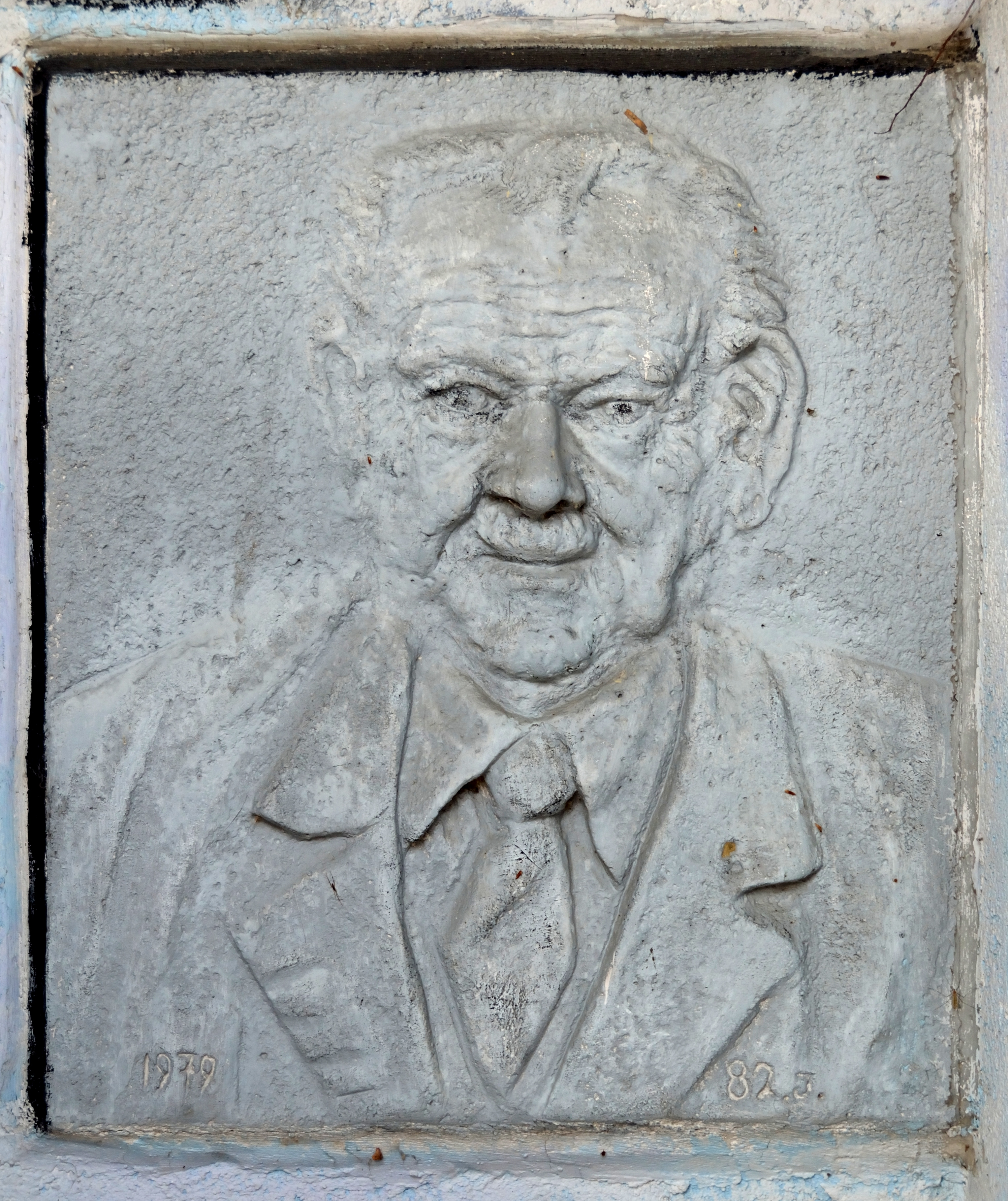
Reliefporträt von Karl Eichinger in der Hubertuskapelle in Pyhra (1979)

Karl Eichinger (* 20. Juni 1897 in Getzersdorf; † 11. Dezember 1983 in St. Pölten) war ein österreichischer Politiker (ÖVP). Eichinger war von 1945 bis 1949 Mitglied des Bundesrates und von 1949 bis 1962 Abgeordneter zum österreichischen Nationalrat.

## Leben
Eichinger besuchte nach der fünfklassigen Volksschule in Pyhra die landwirtschaftliche Landeslehranstalt in Pyhra und arbeitete danach als Landwirt. Politisch war er von 1935 bis 1938 als Bürgermeister von Pyhra aktiv, zudem war er Obmannstellvertreter der Grundverkehrskommission für den Bezirk St. Pölten. 1945 wurde er Bürgermeister-Stellvertreter der Stadt St. Pölten, des Weiteren war er als Obmannstellvertreter der Bezirksbauernkammer aktiv. Er vertrat die ÖVP zwischen dem 19. Dezember 1945 und dem 5. November 1949 im Bundesrat und hatte vom 1. Juli 1947 bis zum 31. Dezember 1947 das Amt des Vorsitzenden des Bundesrates inne. Danach fungierte er vom 8. November 1949 bis zum 14. Dezember 1962 als Abgeordneter im Nationalrat.

## Auszeichnungen
- 1957: Großes Ehrenzeichen für Verdienste um die Republik Österreich[1]